# Mascarada
|  | Per a altres significats, vegeu «Mascarada (desambiguació)». |

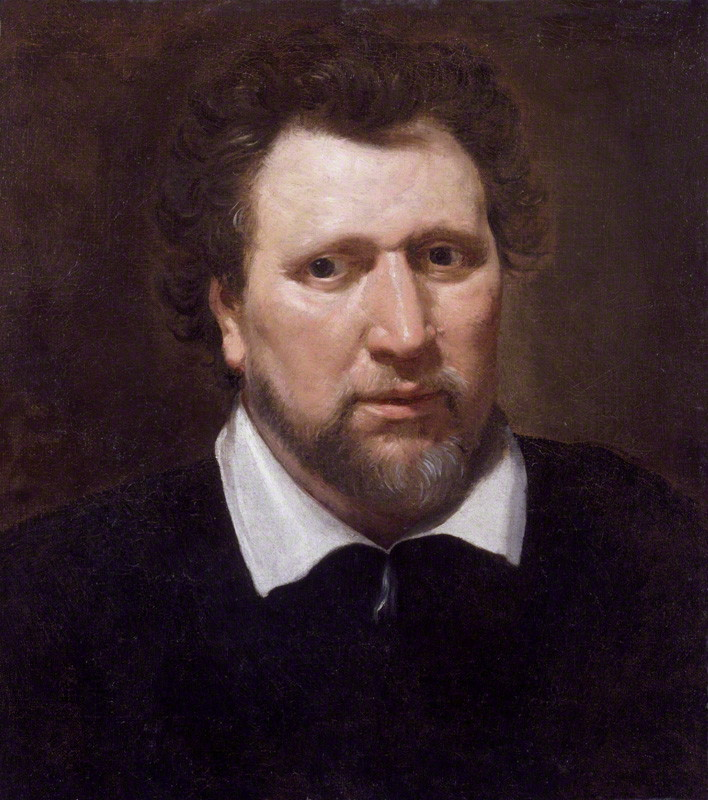
Ben Jonson, autor de mascarades durant el regnat de Jaume I.

La mascarada, masquerada, ball mascarat o ball masquerat era una forma d'entreteniment cortesana que va florir a Europa durant el segle xvi i primeria del xviii, encara que amb anterioritat s'havia desenvolupat a Itàlia. Destaca per l'ús de màscares americanes acolorides i adornades amb plomes. Una versió pública de la mascarada són les cavalcades. La mascarada implicava l'ús de la música i la dansa, del cant i de la interpretació, dins elaborada escenografia, en què el marc arquitectònic i el vestuari podien estar dissenyats per un arquitecte famós, per a representar una al·legoria que afalagava el patró. Els actors professionals i els músics es contractaven per als aspectes parlats i cantats de la mascarada. Sovint, els emmascarats que no parlaven ni cantaven eren cortesans: la reina consort de Jaume I d'Anglaterra i Escòcia, Anna de Dinamarca, sovint ballava amb les seves dames en mascarades entre 1603 i 1611, Enric VIII i Carles I van prendre part en mascarades en la seva cort, i les dames de la reina van interpretar la mascarada Florimène a la cort de Carles I el 1642, just abans de l'esclat de la Guerra civil anglesa. En altres ocasions, professionals i aficionats s'unien en la dansa final. En la tradició de la mascarada, Lluís XIV va ballar ballets en el Versalles amb música de Lully.
Shakespeare va escriure un interludi de tipus mascarada a La tempesta, que segons els erudits moderns va estar molt influïda pels textos de la mascarada de Ben Jonson i els decorats de Inigo Jones.